# James J. Callanan
Pour les articles homonymes, voir James Callanan et Callanan.
James J. Callanan (1842-8 juin 1900) est un homme politique de la colonie de Terre-Neuve. Il est député de la circonscription terre-neuvienne de St. John's West de 1882 à 1889 et de 1897 à 1900.

## Biographie
Né à Saint-Jean de Terre-Neuve, Callanan travaille comme commerçant dans une épicerie. Il est président de la Mechanics' institute de 1876 à 1890. Membre du parti réformiste, il ne parvient pas à se faire élire en 1889 et à nouveau défait en 1893, mais à titre de candidat conservateur.
Siégeant au conseil municipal de Saint-Jean de 1894 à 1898, Callanan meurt dans cette ville en juin 1900.